# Giulia Veronesi
Giulia Teresa Veronesi (Milano, 7 gennaio 1906 – Milano, 29 luglio 1970) è stata una storica dell'architettura e traduttrice italiana.

## Biografia
Storica dell'architettura e sorella del più noto Luigi Veronesi, scrisse articoli sulle riviste Casabella ed Emporium.
Argomento dei suoi studi furono gli architetti Tony Garnier (1948) e Joseph Maria Olbrich (1948).
Nel 1969 ricevette il Premio Viareggio Speciale per l'insieme dell'opera letteraria.

## Opere

### Studi
- Joseph Maria Olbrich, Il balcone, Milano 1948
- Tony Garnier, Il balcone, Milano 1948
- Lettere inedite di Italo Svevo, Sansoni, Firenze 1952
- Difficoltà politiche dell'architettura in Italia: 1920-1940, Politecnica Tamburini, Milano 1953
- J. J. Pieter Oud, Il balcone, Milano 1953
- Tre pittori, tre scultori a Milano, a cura della Banca popolare di Milano, Milano 1954
- Josef Hoffmann, Il balcone, Milano 1956
- Luciano Baldessari architetto, a cura di Giulia Veronesi, CAT, Trento 1957
- Robert Delaunay, s.n., Bergamo 1957
- I disegni di Tony Garnier, S.l. : s.n., 196?
- Umberto Ravazzi, Alfieri & Lacroix, Milano 1961
- Li Yuen-Chia, a cura di Giulia Veronesi, All'insegna del pesce d'oro, Milano 1965
- Stile 1925: ascesa e caduta delle Arts Déco, Vallecchi, Firenze 1966
- Style 1925: triomphe et chute des Arts-Déco, Lausanne: Krafft; Paris: Bibliothèque des Arts, 1968
- Profili: disegni, architetti, strutture, esposizioni, Vallecchi, Firenze 1969
- L'astrattismo: la ricerca delle forme dell'assoluto, Bompiani, Milano 1975, stampa 1986

## Collaborazioni radiofoniche
- L'espressionismo a cura di Luigi Rognoni, (collaboratori Emilio Castellani e Giulia Veronesi). L'esistenzialismo, a cura di Enzo Paci, Edizioni Radio Italiana, Torino 1953

### Traduzioni
- Marguerite Duras, Una diga sul Pacifico, G. Einaudi, Torino 1951
- Sigfried Giedion, Walter Gropius: L'uomo e l'opera. Ed. Di Comunità, Milano 1954
- Valery Larbaud, Amanti, felici amanti, V. Bompiani e C., Milano : 1956
- Pierre-Henri Simon, Ritratto di un ufficiale Bompiani, Milano 1959
- Jean Gimpel, I costruttori di cattedrali, A. Mondadori, Milano 1961
- Jacques Cabau, E.A. Poe, A. Mondadori, Milano 1961
- Bertolt Brecht, Un uomo è un uomo: Commedia gaia, Einaudi, Torino 1963
- Pierre Demargne, Arte egea, Feltrinelli, Milano 1964
- Vincent Bounoure, La pittura americana, Il saggiatore, Milano 1969
- André Grabar, L'arte paleocristiana: (200-395), Rizzoli, Milano 1980
- André Grabar, L'età d'oro di Giustiniano: dalla morte di Teodosio all'Islam, Rizzoli, Milano 1980
- L'Europa delle invasioni barbariche, di J. Hubert, J. Porcher, W. F. Volbach, Rizzoli, Milano 1980